# Cisticercosi
Les cisticercosis són helmintosis causades per la presència en els teixits de cisticercs, metacestodes o formes larvals, juvenils o intermèdies de diverses espècies de cestodes del gènere Taenia. Afecten una àmplia gamma d'animals, i també els humans, amb un alt grau d'especificitat. Així per exemple, el metacestode de T. saginata (una de les dues espècies que la seva forma adulta, que es presenta en els humans, és anomenada cuc solitari), conegut tradicionalment com a Cysticercus bovis, apareix en els bovins; l'anomenat Cysticercus cellulosae, forma intermèdia de T. solium (l'altre cuc solitari), s'observa en els suins; el Cysticercus tenuicollis, forma juvenil de T. hydatigena, l'adult del qual es desenvolupa en el gos, envaeix els teixits de bovins, ovins i porcins, i el cisticerc, sense nom tradicional, de T. taeniformis, que la seva forma adulta es desenvolupa en els gats, prolifera en el fetge de les rates, entre altres exemples que podem citar.

## Cisticercosi humana
La cisticercosi humana està produïda per la infestació dels teixits pels cisticercs de la Taenia solium, als quals es va anomenar, en ser interpretats originalment com una espècie distinta, Cysticercus racemus.
En el cicle vital de T. solium, el cisticerc, que, com totes les formes larvals dels cestodes apareix, en general, en un hoste diferent del que allotja l'individu definitiu, és una forma intermèdia en el desenvolupament del paràsit, entre l'embrió hexacant, present en els ous alliberats pels segments madurs del cuc amb la femta de l'hoste, i el nou individu adult, que es desenvolupa en l'intestí de les persones afectades, a partir de la ingestió de carn porcina contaminada. Quan accidentalment un humà incorpora els ous embrionats del paràsit, desenvolupa les formes larvals, convertint-se en hoste intermediari, però en aquest cas, el cicle s'interromp. Ja que l'humà és l'únic hoste definitiu de la T. solium, la prevalença del complex teniasi/cisticercosi depèn exclusivament del vincle que l'home estableix amb els animals i en particular amb el porc (principal hoste intermediari, juntament amb el senglar) i, fonamentalment, dels seus hàbits higiènics i alimentaris.

## Epidemiologia
La cisticercosi i T. solium són presents a tot el món, però afecten principalment la salut i els mitjans de subsistència de les comunitats rurals en països en vies de desenvolupament d'Àfrica, Àsia i Amèrica Llatina. Són comunes en zones on les pràctiques de ramaderia són tals que els porcs i el bestiar es posen en contacte amb les femtes humanes. Per aquest motiu, l'OMS inclou la teniasi i la cistercosi com a malalties tropicals desateses.
La neurocisticercosi és la causa d'epilèpsia més freqüent a tot el món i s'estima que provoca el 30% de tots els casos d'epilèpsia en països on el paràsit és endèmic. La malaltia també suposa un cost a les persones i a l'economia a causa de l'impacte de l'epilèpsia sobre els salaris, els costos de salut i l'estigmatització social dels malalts.

## Patogènia
La cisticercosi, caracteritzada per la proliferació d'aquests quists o vesícules en els teixits de diversos animals, depèn de la ingestió dels ous dels paràsits alliberats a l'ambient pels individus portadors del cuc adult, coneguts com a hostes definitius.
En ambdós casos, l'embrió alliberat de l'ou penetra la paret de l'intestí i és transportat pels vasos sanguinis a qualsevol lloc del cos, on es desenvolupen els quists. La ubicació definitiva sol ser preferentment el teixit subcutani, sobretot del pit i l'esquena, i els músculs estriats, però pot envair òrgans com el fetge i els ronyons i, fins i tot, l'ull i el cervell, produint una malaltia molt severa, de vegades mortal.